# Taekwondo

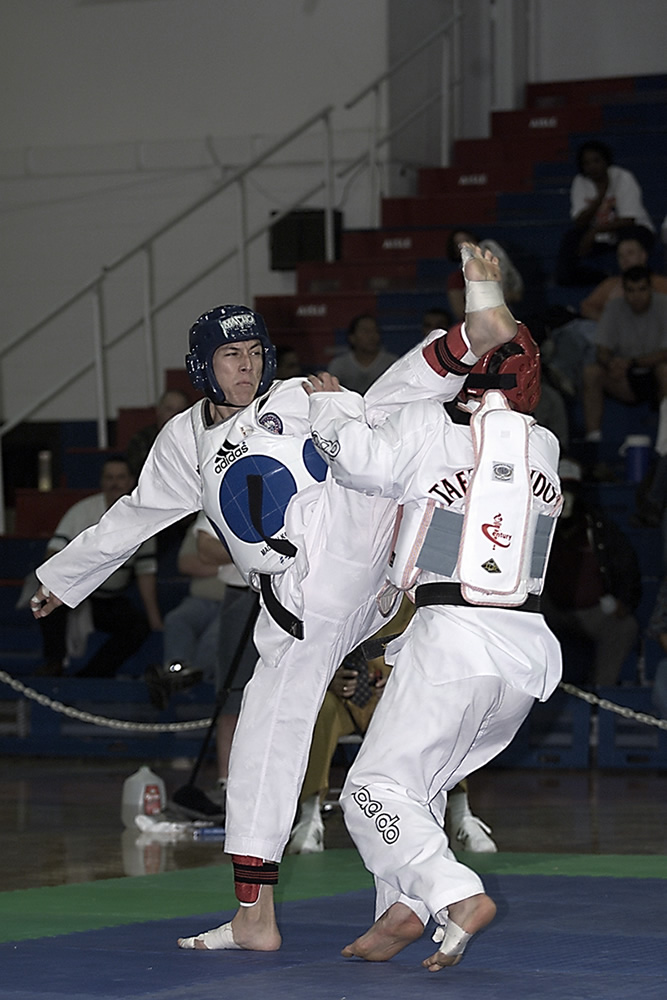
Match i WT Taekwondo.

Taekwondo (TKD)  betyder "fotens och handens väg" och är en kampsport och OS-gren, av koreanskt ursprung, för stående strid, som lägger större vikt på sparkar än de flesta andra liknande kampsporter. Sportens grundare, Choi Hong Hi, tränade en karatestil, shotokan, bland annat under dess grundare Gichin Funakoshi, och menade att han blandat denna kunskap med tekniker från äldre, koreanska, kampsporter.
Det finns ett flertal stilar (organisationer) av taekwondo, men de två huvudsakliga är International Taekwon-Do Federation (ITF)  och World Taekwondo (WT) (OS-gren).

## Ordets innebörd
Tae betyder fotteknik, kwon betyder handteknik och do betyder närmast väg - men omfattar även moral, ett sätt att leva eller en kultur. I Sverige är taekwondon organiserad i Svenska Taekwondoförbundet, där både ITF och WT ingår. Att dessa samsas i en organisation är unikt i världen.

## Historia
Taekwondon i organiserad form dyker först upp under 1955 och i organisationen Korea Taekwondo Association. Grunden för denna organisation var de fem originalstilarna, på koreanska kallade kwan och som översatt till svenska motsvarar vårt ord för familj. Dessa familjer eller kwaner var: moo duk kwan, ji do kwan, song moo kwan, chung do kwan samt oh do kwan. En av de mest kända personer som ingick i den ursprungliga styrelsen i Korea Taekwondo Association var ordföranden Choi Hong Hi (1918–2002), född i nuvarande Nordkorea, och var grundaren av oh do kwan och ITF som han grundade 1966. ITF lägger generellt sett ner mer träningstid på handtekniker än vad WT gör, medan WT i modern tid mer fokuserat på tävlingsmomentet och sin OS-status.

## Soonhwan Do
För att lättare ge sina studenter insikt i vad taekwondo är, ordnade Choi Hong Hi tekniker och moment i fem grundpelare som han kallade soonhwan do- taekwondo-cirkeln. Denna visar att taekwondoträningen är en följd av fem underordnade delar utan början eller slut, där alla delar påverkar varandra. För att uppnå den optimala behärskningen av konsten taekwondo, behöver man praktisera alla de fem delar som beskrivs i soonhwan do.

## Träning
Träningen har flera delmoment, bland annat:
- Mönster (tul - ITF, poomsae - WTF)
- Tävlingskamp (matsogi - ITF, kyeureugi - WTF)
- Krosstekniker ("kyokk pah")
- Specialtekniker
- Stegskamper ("matcho keureugi")
- Grundtekniker ("kibon don ya")
- Filosofi och kulturhistoria
- Redskapsträning ("dallyon")
- Hosin sul ( självförsvar )

## Tävlingskamp
I WT Tävlingskamp (OS-gren) använder man sig av skydd, skydden gäller följande: benskydd, suspensoar, armskydd, tandskydd, handskar (ytterst tunna), väst (elektronisk) och hjälm (se bild högre upp). För att ta poäng  måste man sätta så rena sparkar man kan mot väst eller huvud. En ren och klar spark mot väst ger två (2) poäng, roterande teknik mot huvudet ger fem (5) poäng, spark som träffar huvudet ger tre (3) poäng. Om motståndaren tvingas ta en stående eller liggande räkning till 8 får man en bonuspoäng. Om man inte är redo vid räkning till 8 (man visar detta genom att inta kampställning med höjd guard) räknar matchdomaren till 10 och motståndaren vinner på k.o. 
Matcher brukar oftast vara 3x2 långa rundor, alltså 2 minuter i 3 rundor. Man vilar 30 sekunder mellan varje runda.
Man använder elektroniska sensorer för att räkna träffar. I asiatiska spelen blev en taiwanes diskvalificerad för att ha haft för många sensorer på fötterna .
I ITF Tävlingskamp utkämpas en match på en tävlingsmatta som är 9 x 9 meter. Matchen leds av en ringdomare som bryter kampmomentet ifall något fel utförts och tilldelar de tävlande varning eller minuspoäng. Poäng noteras av fyra kantdomare. Poängen summeras i slutet av matchen och utövaren med flest poäng vinner. En kampmatch i individuell tävlan består av två ronder i två minuter vardera med en minuts rondpaus. Poänggivande område på motståndaren är framsidan av kroppen från midjan och uppåt. Handteknik mot mellan eller hög sektion ger ett (1) poäng, fotteknik mot mellansektion ger två (2) poäng, och fotteknik mot hög sektion ger tre (3) poäng.

## Svenska OS-utövare
- Uno Sanli
- Elin Johansson
- Nikita Glasnovic
- Karolina Kedzierska
- Hanna Zajc
- Marcus Thorén
- Roman Livaja

## Medlemmar iWT
- Afrika
  -  Algeriet
  -  Angola
  -  Benin
  -  Botswana
  -  Burkina Faso
  -  Burundi
  -  Centralafrikanska republiken
  -  Djibouti
  -  Egypten
  -  Ekvatorialguinea
  -  Etiopien
  -  Gabon
  -  Gambia
  -  Ghana
  -  Guinea
  -  Guinea-Bissau
  -  Kamerun
  -  Kap Verde
  -  Kenya
  -  Komorerna
  -  Kongo-Brazzaville
  -  Kongo-Kinshasa
  -  Lesotho
  -  Liberia
  -  Libyen
  -  Madagaskar
  -  Malawi
  -  Mali
  -  Mauretanien
  -  Mauritius
  -  Marocko
  -  Moçambique
  -  Niger
  -  Nigeria
  -  Rwanda
  -  São Tomé och Príncipe
  -  Senegal
  -  Seychellerna
  -  Sierra Leone
  -  Somalia
  -  Sydafrika
  -  Sydsudan
  -  Sudan
  -  Swaziland
  -  Tanzania
  -  Tchad
  -  Togo
  -  Tunisien
  -  Uganda
  -  Zambia
  -  Zimbabwe
- Amerika
  -  Amerikanska Jungfruöarna
  -  Antigua och Barbuda
  -  Argentina
  -  Aruba
  -  Bahamas
  -  Barbados
  -  Belize
  -  Bermuda
  -  Bolivia
  -  Brasilien
  -  Brittiska Jungfruöarna
  -  Caymanöarna
  -  Chile
  -  Colombia
  -  Costa Rica
  -  Curaçao
  -  Dominica
  -  Dominikanska republiken
  -  Ecuador
  -  El Salvador
  -  Franska Guyana
  -  Grenada
  -  Guadeloupe
  -  Guatemala
  -  Guyana
  -  Haiti
  -  Honduras
  -  Jamaica
  -  Kanada
  -  Kuba
  -  Martinique
  -  Mexiko
  -  Nicaragua
  -  Panama
  -  Paraguay
  -  Peru
  -  Puerto Rico
  -  Saint Kitts och Nevis
  -  Saint Lucia
  -  Saint Vincent och Grenadinerna
  -  Surinam
  -  Trinidad och Tobago
  -  Uruguay
  -  USA
  -  Venezuela
- Asien
  -  Afghanistan
  -  Bahrain
  -  Bangladesh
  -  Bhutan
  -  Brunei
  -  Filippinerna
  -  Förenade arabemiraten
  -  Hongkong
  -  Indien
  -  Indonesien
  -  Irak
  -  Iran
  -  Japan
  -  Jemen
  -  Jordanien
  -  Kambodja
  -  Kazakstan
  -  Kina
  -  Kinesiska Taipei
  -  Kirgizistan
  -  Kuwait
  -  Laos
  -  Libanon
  -  Macao
  -  Malaysia
  -  Mongoliet
  -  Myanmar
  -  Nepal
  -  Oman
  -  Pakistan
  -  Palestina
  -  Qatar
  -  Saudiarabien
  -  Singapore
  -  Sri Lanka
  -  Sydkorea
  -  Syrien
  -  Tadzjikistan
  -  Thailand
  -  Turkmenistan
  -  Uzbekistan
  -  Vietnam
  -  Östtimor
- Europa
  -  Albanien
  -  Andorra
  -  Armenien
  -  Azerbajdzjan
  -  Belgien
  -  Bosnien och Hercegovina
  -  Bulgarien
  -  Cypern
  -  Danmark
  -  Estland
  -  Finland
  -  Frankrike
  -  Georgien
  -  Grekland
  -  Israel
  -  Irland
  -  Island
  -  Isle of Man
  -  Italien
  -  Kroatien
  -  Kosovo
  -  Lettland
  -  Litauen
  -  Luxemburg
  -  Malta
  -  Moldavien
  -  Monaco
  -  Montenegro
  -  Nederländerna
  -  Nordmakedonien
  -  Norge
  -  Polen
  -  Portugal
  -  Rumänien
  -  Ryssland
  -  San Marino
  -  Schweiz
  -  Serbien
  -  Slovakien
  -  Slovenien
  -  Spanien
  -  Storbritannien
  -  Sverige
  -  Tjeckien
  -  Turkiet
  -  Tyskland
  -  Ukraina
  -  Ungern
  -  Vitryssland
  -  Österrike
- Oceanien
  -  Amerikanska Samoa
  -  Australien
  -  Cooköarna
  -  Fiji
  -  Franska Polynesien
  -  Guam
  -  Kiribati
  -  Marshallöarna
  -  Mikronesien
  -  Nauru
  -  Nya Kaledonien
  -  Nya Zeeland
  -  Palau
  -  Papua Nya Guinea
  -  Salomonöarna
  -  Samoa
  -  Tonga
  -  Tuvalu
  -  Vanuatu